# Tambiú
O tambiú (Astyanax bimaculatus lacustris) é uma espécie de lambari que chega a medir até 15 centímetros de comprimento. Tais peixes habitam as bacias sul-americanas do Amazonas, Prata e São Francisco.